# Австралийское бюро статистики
Австралийское бюро статистики -- национальное статистическое агентство Австралии. Было создано как Бюро переписи и статистики Содружества 8 декабря 1905 года после того, как Закон переписи и статистики от 1905 года получил королевскую санкцию. Агентство отвечает за австралийскую перепись населения и жилищных фондов. Перепись проводится каждые пять лет согласно тому же Закону переписи и статистики от 1905 года, Разделу 8. 

## Прочая статистика
- Национальные счета (в том числе статистика валового внутреннего продукта)
- Международные расчеты
- Потребление и инвестиции
- Производство
- Цены (в том числе индекс потребительских цен)
- Статистика рабочей силы и демографии
- Доходы
- Финансирование жилищного строительства
- Розничная торговля (ежемесячно и ежеквартально)
- Строительство
- Сертификация (ежемесячно и ежеквартально)
- Обзор новых капитальных расходов (ежеквартально)
- Ежеквартальный обзор «Индикатор бизнеса»
- Местная статистика государственных финансов (ежеквартально)
- Экономический обзор деятельности (годовой)